# Granatium
Das Granatium in Radenthein ist ein Erlebnismuseum, in dem Geschichte, Gewinnung und Verwendung des Granatsteins dargestellt wird.

## Geschichte
Die Bauarbeiten zur heutigen Anlage begannen 2007 auf dem Gelände der ehemaligen Trachtenfabrik „Isola“. Die Granatschlucht, in deren Nähe bis 1914 Granate abgebaut wurden, wurde auf den ersten 200 m  zugänglich gemacht und ein Teil der Fabrik zu einem Museum umgebaut. Im Mai 2008 wurde das Granatium im Zuge der Landesausstellung „Kärnten wasser.reich“ eröffnet. Die Errichtung wurde vom Bund, dem Land Kärnten und von der Europäischen Union co-finanziert sowie von der Stadtgemeinde, dem Tourismusverband Radenthein, den Banken und Radentheiner Unternehmen finanziell unterstützt.

## Aufbau
Neben der Ausstellung zur Mineralogie, der Geschichte des Granatabbaus und der Verwendung als Schmuckstein befinden sich im Hauptgebäude ein „Granatzimmer“, eine Edelsteinschleiferei und ein Shop. Ein Granatstollen verbindet das Museum mit dem Schürfgelände. Beim Durchwandern des Stollens trifft man auf eine Granatader und sieht einige Naturphänomene. Ein Highlight bildet das „Schürfgelände“, in dem die Besucher Granate selbst schürfen und im Anschluss in der Edelsteinschleiferei veredeln lassen können.
Im Granatstollen werden regelmäßig Konzerte und Hochzeitsfeiern ausgerichtet.

## Lage
Das Granatium liegt in den Nockbergen. Die Gemeinde ist Teil des UNESCO Biosphärenparks Kärntner Nockberge sowie der Tourismusregion Millstättersee. Die Region Bad Kleinkirchheim grenzt an die Gemeinde an.